# Åke Johansson
Åke "Bajdoff" Johansson (19. marts 1928 i Norrköping, Sverige - 21. december 2014) var en svensk fodboldspiller, der som midtbanespiller på Sveriges landshold var med til at vinde sølv ved VM i 1958 på hjemmebane. I alt nåede han at spille 53 landskampe og score ét mål.
Johansson spillede på klubplan hele sin karriere hos IFK Norrköping i sin fødeby, hvor han var med til at vinde seks svenske mesterskaber. Han blev i 1957 kåret til Årets fodboldspiller i Sverige.